# 西归善大明寺
西归善大明寺，位于山西省长治市壶关县龙泉镇西归善村，是一处山西省文物保护单位。
2021年8月4日，西归善大明寺公布为第六批山西省文物保护单位，年代为元至明，古建筑类，编号6-172。